# Тарифная политика первой администрации Дональда Трампа

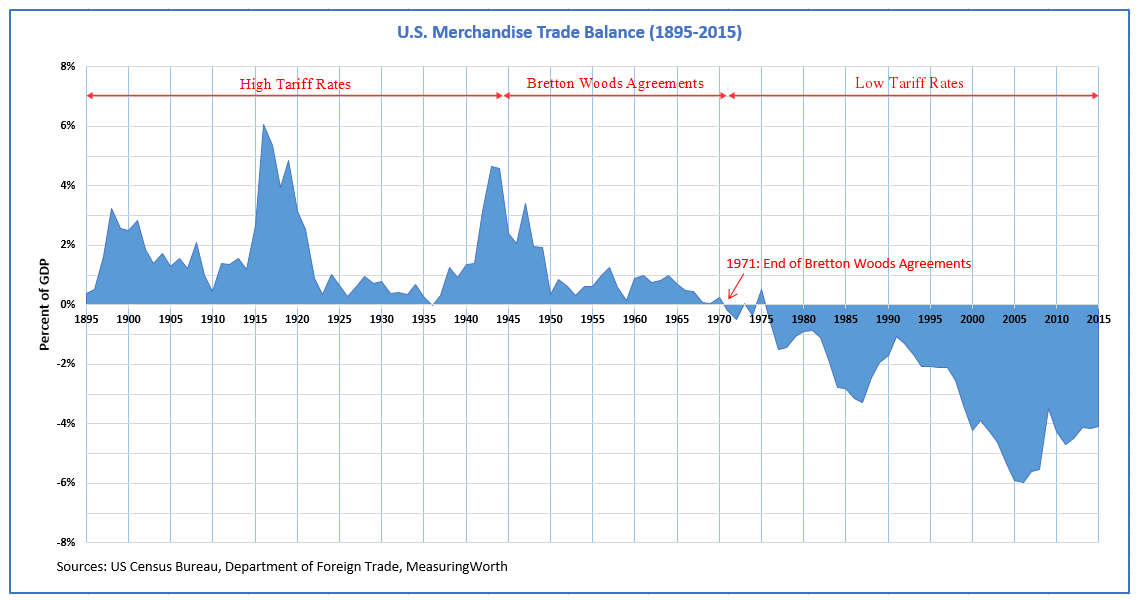
Торговый баланс и торговая политика США (1895—2015).

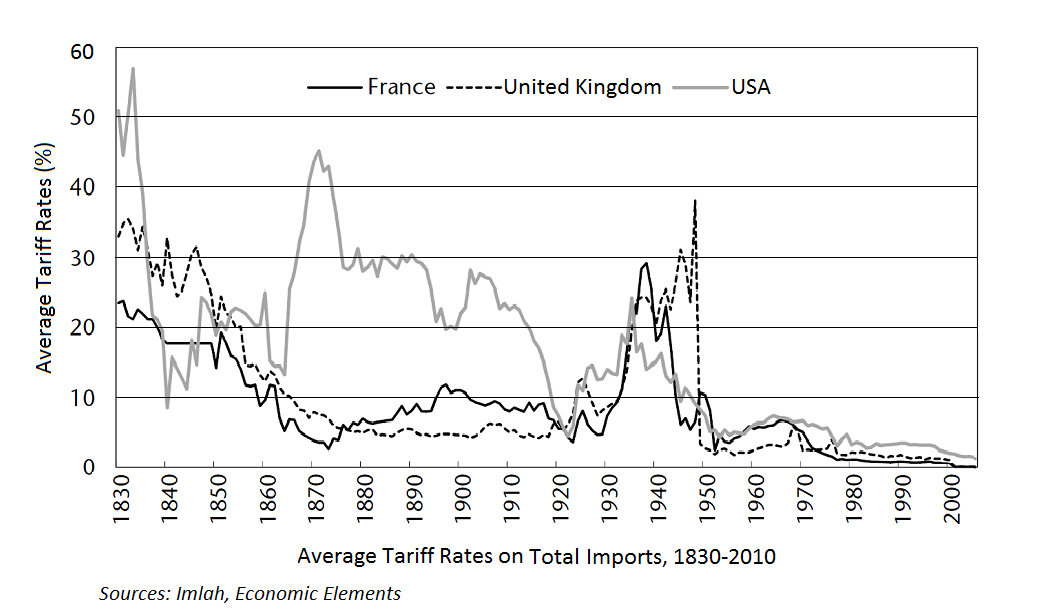
Средние тарифные ставки (Франция, Великобритания, США).

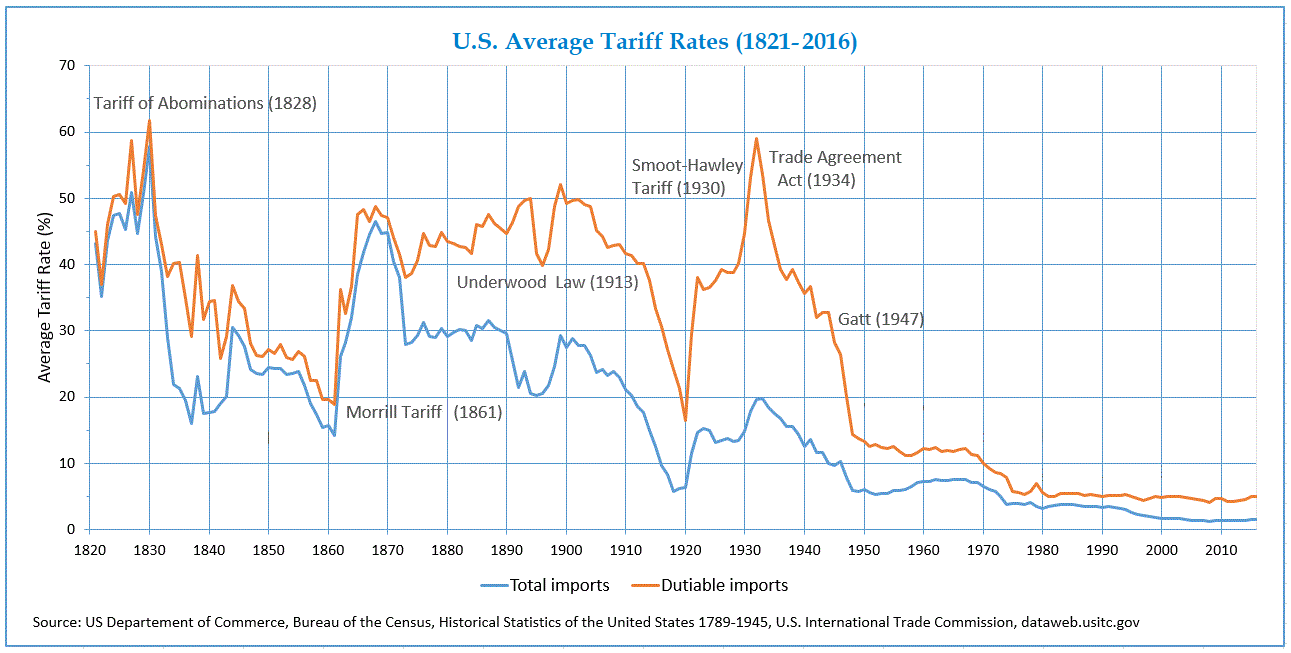
Средние тарифные ставки в США (1821—2016).

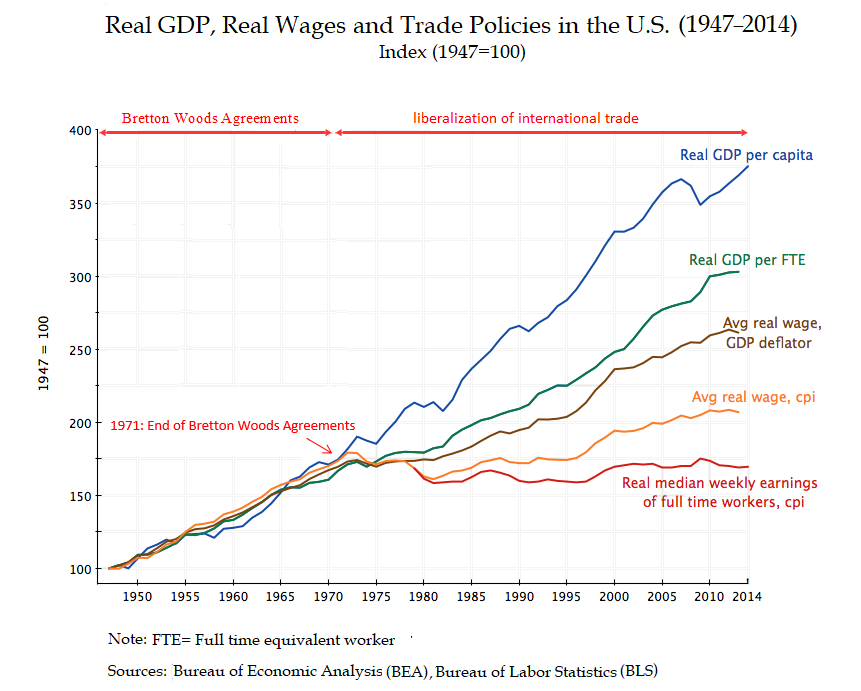
Реальный ВВП, реальная заработная плата и торговая политика США (1947—2014).

Дефицит торгового баланса США (2014 год).

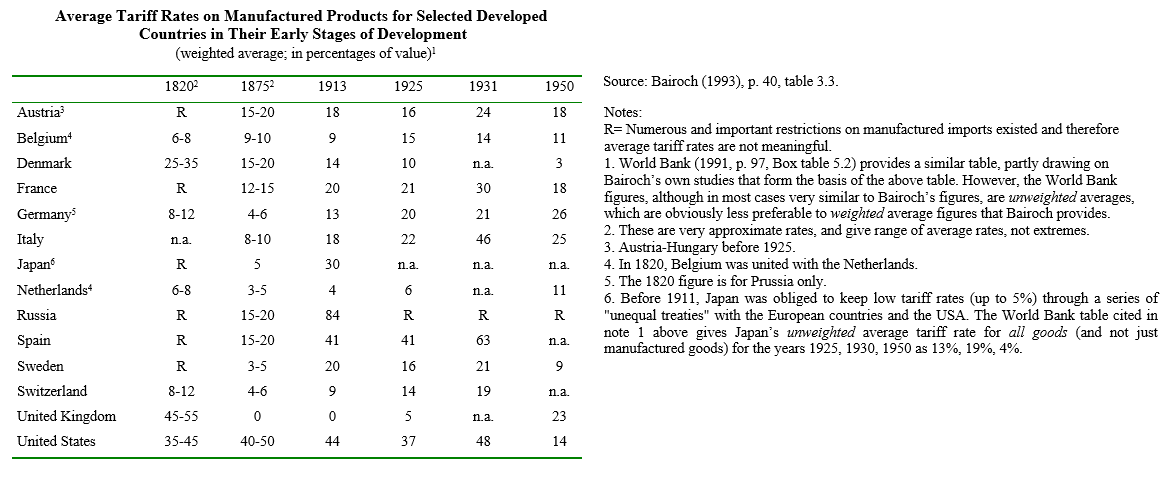
Средняя тарифная ставка на изготовленную продукцию.

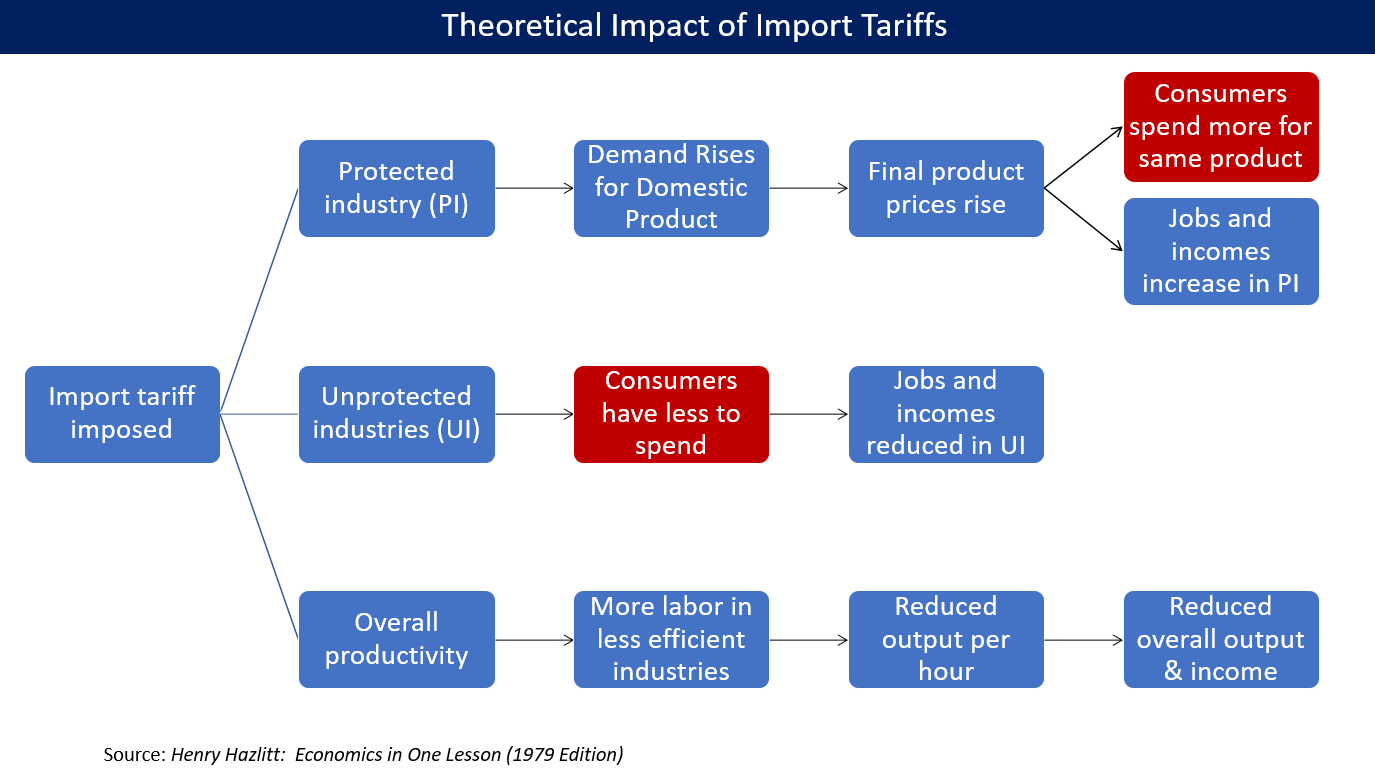
Диаграмма перераспределения доходов между незащищёнными и защищёнными секторами экономики.

Тарифная политика Дональда Трампа (англ. Trump tariffs — тарифы Трампа) — серия протекционистских экономических мер, осуществлённых первой администрацией Президента США Дональда Трампа во внешней торговле США, начиная с 2017. Эти меры привели к экономическому противостоянию США со своими основными экономическими партнёрами — Китаем и ЕС, а также с другими странами.

## Предпосылки и контекст
Основной предпосылкой протекционистских экономических мер со стороны США является длительное отрицательное сальдо во внешней торговле США, которое привело к стремительному росту внешнего и внутреннего долга США.
Введение протекционистских экономических мер со стороны США произошло на фоне экономических и политических противоречий между США и Китаем, и между США и «старой Европой».
Противоречия с Китаем возникли на фоне стремительных изменений, прежде всего, в экономических отношениях. Так, торговый дефицит США в торговле с Китаем в 2017 году составил 375 миллиардов долларов США. По данным Rhodium Group и NCUSCR за период с 1990 по 2015 год общие инвестиции США в Китай составили $ 228 млрд, китайские инвестиции в США — $ 64 млрд. Сотрудниками американских компаний в Китае являются более 1,6 млн граждан КНР, китайские инвестиции в США создают более 100 тыс. рабочих мест. В 2015 году инвестиции США в Китай впервые оказались меньше инвестиций Китая в США и составили $ 13,1 млрд против $ 15,3 млрд.
Противоречия с Европой возникли на фоне тесных связей отдельных европейских стран с Россией, которую США относят к странам, представляющим угрозу национальной безопасности. США, вводя пошлины, надеются заставить отдельные страны ЕС свернуть сотрудничество с Россией и сделать Россию более уступчивой.

## Методы и средства
После введения пошлин на первую группу товаров США надеются достичь приемлемых для себя уступок со стороны своих экономических партнеров. В случае, если такие уступки не состоятся, возникнет угроза введения пошлин на другие группы товаров.
В качестве примера использования тарифной политики как метода давления с целью получения политических целей, можно привести введение Трампом в январе 2025 года 25 % пошлин на все товары, поставляемые в США из Колумбии после того, как страна отказалась принимать рейсы по депортации нелегальных иммигрантов, после чего президент Колумбии Густаво Петро согласился принимать депортированных и пошлины были отменены.
3 апреля 2025 Дональд Трамп ввёл тарифы в отношении более 180 государств. В список попали в том числе Израиль, ЕС, Китай, Великобритания, и другие страны. При этом в список тарифов не попали Россия, Беларусь, Канада, Мексика и несколько других стран. В тот же день в стране объявили режим чрезвычайного положения.

## Противостояние с Китаем
В марте 2018 администрация президента США Дональда Трампа приступила к разработке планов по ограничению в США китайских инвестиций и введение заградительных пошлин. Одно из предложений сводится к тому, что США могут позволять китайские инвестиции только в тех секторах, в которых американцы могут инвестировать в китайские компании. Таким образом должен обеспечиваться принцип взаимности.
22 марта объявленные Трампом планы привели к резкому снижению активности на большинстве мировых рынков. Американский индекс Dow Jones в четверг упал на 2,93 %, S&P — на 2,52 %, японский Nikkei — на 4,5 %, гонконгский Hang Seng — на 2,4 %.
В первых числах апреля 2018 торговое представительство США сообщило, что в ответ на нечестную торговлю со стороны Китая, воровство технологий и интеллектуальной собственности, США могут ввести пошлины в размере 25 % на около 1300 наименований товаров из Китая, в том числе: авиационную продукцию, технику, продукцию машиностроения, сталь, лекарства, медицинское оборудование, печи для изготовления хлебобулочной продукции, запчасти для автомобилей и другое. В ответ Китай призвал всех членов ВТО противостоять «торговому протекционизму США» и решил объединиться с Европой против США.
4 мая завершились двухдневные переговоры между США и Китаем, оказавшиеся безрезультатными. Сообщалось, что США потребовали от Китая сократить торговый дефицит между двумя странами не менее чем на 200 миллиардов долларов к 2020 году.
На начало мая СМИ сообщили, что Китай в рамках переговоров с США, вероятно, предложит увеличить импорт американских товаров, чтобы избежать полноценного торгового противостояния.
23 августа 2018 Китай подал иск во Всемирную торговую организацию (ВТО), в связи с введением США ввозных пошлин на отдельные группы товаров до 25 %
.

## Противостояние с ЕС
В марте 2018 администрация президента США Дональда Трампа ввела пошлины в размере 25 % на сталь и 10 % на алюминий в отношении Китая, России и Японии. Для ЕС, Канады, Мексики, Бразилии, Австралии и Аргентины дополнительные пошлины начали действовать с 1 июня.
20 июня 2018 в ответ на введённые США пошлины на сталь и алюминий ЕС ввел 25 % пошлины в отношении ряда американских товаров, в частности мотоциклов, апельсинового сока и виски, и 50 % пошлину на обувь, некоторые виды одежды и стиральные машины. Новые тарифные ограничения коснутся американских товаров на общую сумму 2,8 миллиардов долларов. В зоне риска — европейские автопроизводители, значительная часть их продукции поступает в США. Введение пошлин на европейские автомобили со стороны США позволит США развивать собственную автопромышленность.
2019: 25%-таможенные тарифы на импорт из стран ЕС (новые таможенные пошлины введены избирательно, против отдельных стран — членов ЕС и против отдельных товаров).

## Противостояние с Турцией
10 августа 2018 года президент США Дональд Трамп объявил об увеличении пошлин на ввозимые из Турции алюминий и сталь: на алюминий до 20 %, на сталь до 50 %.

## Результаты и последствия
Президент Еврокомиссии Жан-Клод Юнкер заявил, что введенные ранее американские пошлины в отношении европейских товаров противоречат истории взаимоотношений ЕС с США.
Влияние импортного тарифа заключается в повышении цен, занятости и доходов в защищенных секторах промышленности, одновременно уменьшая их в незащищенных, главным образом потому, что потребители, которые тратят больше на товары в защищённых отраслях, меньше тратят в незащищенных.